# 19126 Ottohahn
19126 Ottohahn (1987 QW) là một tiểu hành tinh vành đai chính được phát hiện ngày 22 tháng 8 năm 1987 bởi F. Borngen ở Tautenburg.